# Stadion NŠC Stjepan Spajić
NŠC Stjepan Spajić je nogometni stadion u Zagrebu, u dijelu grada zvanom Siget. Izgrađen je 2000. godine i na njemu svoje domaće utakmice igra NK Hrvatski dragovoljac. Kapaciteta je oko 5000 gledatelja. 
Stadion nosi ime Stjepana Spajića, jednog od osnivača i tadašnjeg vlasnika kluba. Stjepan Spajić umro je 21. kolovoza 2004. godine u prostorijama kluba.
Na stadionu su održana Europska prvenstva u ragbi sedmici 2018., 2019. i 2021.
Muški i ženski turnir u ragbi sedmici Europskih sveučilišnih igara 2016. u Zagrebu igran je na ovomu stadionu.